# Aïn El Assel
Aïn El Assel (în arabă عين العسل) este o comună din provincia El Tarf, Algeria.
Populația comunei este de 16.285 de locuitori (2008).